# Torben Kristiansen
 Der er flere personer med dette navn, se Torben Kristiansen (fodboldspiller).
Torben Kristiansen født 1. april 1955 på Frederiksberg, opvokset i Hvidovre, er en tidligere dansk atlet.
Torben Kristiansen startede sin atletik karriere i Hvidovre AK som 12 årig, men skiftede siden til naboklubben Hvidovre IF. Efter flytning med familien til Glumsø gik det videre til Herlufsholm Gymnastikforening i Næstved og 1990 skiftede han til Greve IF.
Allerede som 21-årig fik Torben Kristiansen sin DM-medalje, da han 1976 vandt sølv i trespring. To år senere blev det et trin op på den øverste plads som dansk mester, de første af hans tre danske mesterskaber. Hans bedste sæson var 1981, hvor det blev til dansk mesterskab i både femkamp og tikamp. Det blev til medaljer i længdespring med hhv. en bronzemedalje 1979 og en sølvmedalje 1980. På 110 meter hæk blev det i perioden 1979-1981 til tre bronzmedaljer i træk, på den lange 400 meter hæk blev til en sølvmedalje i 1978 og to år senere blev det bronzemedalje.
I Danmarksturneringen med Hvidovre IFs hold blev det til tre bronzemedaljer i 1979, 1980 og 1982.
Han var på landsholdet i så forskellige øvelser som 110 meter hæk, 400m hæk, trespring og tikamp.
Torben Kristiansen kører også motorsport i sin Porsche, hvor han i 2008 og 2009 har vundet sin klasse for klubrallykørere.
Torben Kristiansen ældste datter, Nina Kristiansen, var 1999 på det danske atletiklandshold i diskoskast. I sit civile arbejde er Torben Kristiansen brandmand.

## Danske mesterskaber
- Bronze 1982 Danmarksturneringen
- Bronze 1981 110 meter hæk 14.8
- Guld 1981 Femkamp
- Guld 1981 Tikamp
- Sølv 1980 Længdespring 6,98
- Bronze 1980 110 meter hæk 15.11
- Bronze 1980 400 meter hæk 54.7
- Bronze 1980 Tikamp 7047p
- Bronze 1980 Danmarksturneringen
- Bronze 1979 110 meter hæk 15.24
- Bronze 1979 Længdespring 6,99
- Bronze 1979 Danmarksturneringen
- Sølv 1978 400 meter hæk 55.53
- Guld 1978 Trespring inde 14,29
- Sølv 1976 Trespring 14,33

## Personlige rekorder
- 100 meter: 11,24
- 200 meter: 22,4
- 400 meter: 48,81
- 800 meter: 1,53,9
- 1000 meter: 2,34,6
- 1500 meter: 4.17.1
- 3000 meter forhindring: 10,28,4
- 5000 meter: 16,32,0
- 110 meter hæk: 15,00
- 200 meter hæk: 25,1
- 400 meter hæk: 54.34
- Længdespring: 7,10
- Højdespring: 1,95
- Trespring: 14,80
- Stangspring: 4,10
- Kuglestød: 12,35
- Diskoskast: 42,04
- Spydkast: 54,72
- Hammerkast: 36,50
- Femkamp: 3.630p.
- Tikamp: 7.201p.
- 15-kamp: 10.586p
- Kastefemkamp: 2.938p